# Schloßstraße 11 (Braunfels)

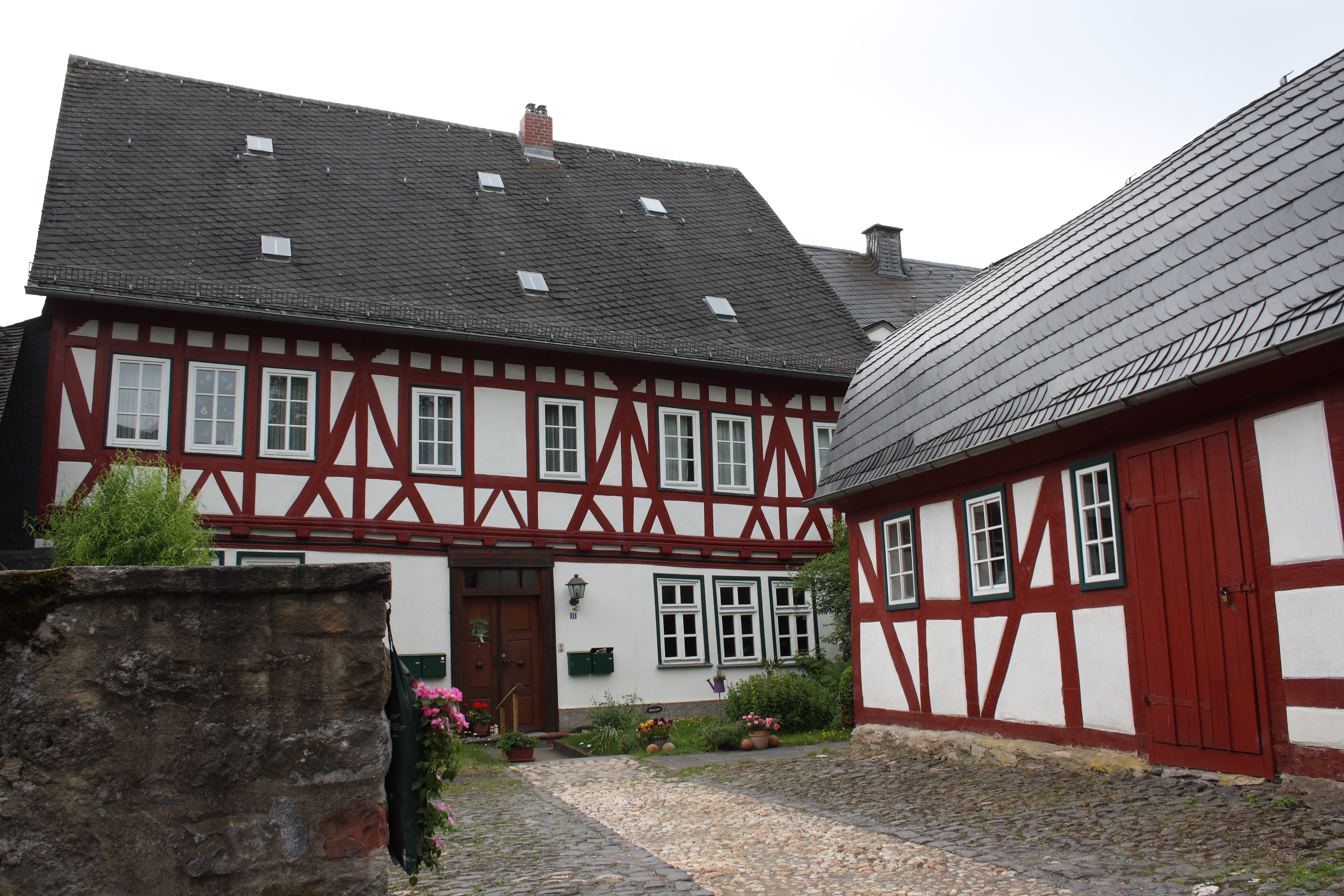
Schloßstraße 11 in Braunfels

Das Gebäude Schloßstraße 11 in Braunfels, einer Stadt im Lahn-Dill-Kreis in Hessen, wurde 1679 errichtet. Das Fachwerkhaus ist ein geschütztes Baudenkmal.

## Beschreibung
Der zweigeschossige Fachwerkbau steht mit der Rückseite auf der Wehrmauer. Er wurde laut Inschrift 1679, im Jahr des großen Brandes, durch den gräflichen Oberförster Georg Conrad Wenztel und seine Frau Susanna Margaretha errichtet. 
Über dem verputzten Erdgeschoss ist ein Fachwerkobergeschoss mit Mann-Figuren und einfachen Brüstungsstreben zu sehen. Im Inneren ist ein Gewölbekeller und das Vestibül bemerkenswert. Die Eingangstür mit Oberlicht und die Treppe stammen aus dem späten 19. Jahrhundert. Eine Remise in Fachwerkbauweise aus der ersten Hälfte des 19. Jahrhunderts steht quer zum Wohnhaus.